# Oluf Pedersen
Oluf Kristian Edvin Pedersen, född 14 mars 1878, död 8 mars 1917, var en dansk gymnast.
Pedersen tävlade för Danmark vid olympiska sommarspelen 1906 i Aten, där han var med och tog silver i lagtävlingen i gymnastik. Vid olympiska sommarspelen 1912 i Stockholm var Pedersen med och tog brons i lagtävlingen i fritt system. 